# Индийско-таиландские отношения
Индийско-таиландские отношения — двусторонние дипломатические отношения между Индией и Таиландом. Отношения были установлены в 1947 году. Двусторонний товарооборот в 2020/2021 финансовом году составил 9919,9 млн долларов Взаимные инвестиции находились на низком уровне.

## История
Дипломатические отношения между Индией и Таиландом были установлены в 1947 году С 1974 года в Таиланде стала работать Индийско-таиландская торговая палата.
В июле 2003 года между Индией и Таиландом было подписано соглашение о зоне свободной торговли.

## Экономические отношения
Двусторонняя торговля была развита слабо. В 2005 году индийский импорт из Таиланда составил 1515,9 млн долларов, а таиландский импорт из Индии составил 1270,2 млн долларов. Индийский экспорт в Таиланд в 2017/2018 финансовом году составил 3653,8 млн долларов. В 2020/2021 финансовом году индийский экспорт в Таиланд составил 4237,6 млн долларов. На Таиланд в 2017/2018 году пришлось 1,2 % индийского экспорта. В 2020/2021 финансовом году на Таиланд пришлось 1,5 % индийского экспорта. Таиландский экспорт в Индию в 2017/2018 финансовом году составил 7134,5 млн долларов. Это составило 1,5 % индийского импорта. Таиландский экспорт в Индию в 2020/2021 финансовом году составил 5682,3 млн долларов. Это составило менее 1,5 % индийского импорта. Двусторонний товарооборот в 2017/2018 финансовом году составил 10788,3 млн долларов. Это составило 1,4 % внешнеторгового оборота Индии. Двусторонний товарооборот в 2020/2021 финансовом году составил 9919,9 млн долларов. Это составило менее 1,5 % внешней торговли Индии.
Взаимные инвестиции находились на низком уровне. Индийские инвестиции в Таиланд составили по годам:
- 2014 год — 63,5 млн долларов;
- 2015 год — 37,5 млн долларов;
- 2016 год — 32,7 млн долларов;
- 2017 год — 32,2 млн долларов;
- 2018 год — 13,3 млн долларов.

Прямые иностранные инвестиции Таиланда в Индию составили по годам:
- 2012 год — 11,6 млн долларов;
- 2013 год — 60,9 млн долларов;
- 2014 год — 23,7 млн долларов;
- 2015 год — 24,3 млн долларов;
- 2016 год — 68,9 млн долларов;
- 2017 год — 81,8 млн долларов;
- 2018 год — 92,2 млн долларов.